# Кунг-фу Панда 3
Кунг-фу Панда 3 (енгл. Kung Fu Panda 3) је амерички 3Д рачунарски-анимиран драмедија вусја филм из 2016. године, снимљен у продукцији Дримворкс анимејшона.

## Синопис
Неодољиви, помало неспретни панда По, у овом наставку проналази свог давно изгубљеног оца. Заједно крећу на забавно путовање до скривеног села, које је дом једнако несташних и смешних панди као што је сам По. Оно што ће покварити ову идилу јесте зликовац Каи, који жели да победи све кунг-фу мајсторе у Кини. Сазнавши за овај застрашујући план, По мора да се од ученика кунг-фуа трансформише у учитеља и од веселих и смотаних панди направи кунг-фу мајсторе како би створио велику банду Кунг-фу Панда, која ће пружити отпор мајстору Кају и спречити село од истребљења.

## Улоге
| Улога              | Оригинални глас | Српски глас       |
| ------------------ | --------------- | ----------------- |
| По                 | Џек Блек        | Милош Самолов     |
| Ли Шан             | Брајан Кранстон | Слободан Нинковић |
| Мајстор Шифу       | Дастин Хофман   | Воја Брајовић     |
| Каи                | Џеј Кеј Симонс  | Срђан Тимаров     |
| Мајсторица Тигрица | Анџелина Џоли   | Катарина Жутић    |
| Мајсторица Змија   | Луси Лу         | Јелена Петровић   |
| Мајстор Мајмун     | Џеки Чен        | Милан Антонић     |
| Мајстор Богомољка  | Сет Роген       | Милан Тубић       |
| Мајстор Ждрал      | Дејвид Крос     | Марко Марковић    |
| Гдин. Пинг         | Џејмс Хонг      | Слободан Тешић    |
| Меи Меи            | Кејт Хадсон     | Марија Микић      |